# 東葉高速鐵道2000系電聯車
東葉高速鐵道2000系電聯車（日语：／ Tōyō Kōsoku Tetsudō 2000-kei densha）是東葉高速鐵道使用的通勤型電聯車，並於2004年12月7日開始投入使用。本型車是為了替代車體逐漸老化的東葉高速鐵道1000型電聯車而引進的新型車輛。

## 概要
由於運輸政策審議會在2001年1月發布的答申第18號中表示，為因應東京地下鐵東西線的運輸能力提升，因此決定將該線的鐵路安全裝置由原本的WS-ATC改為新型的CS-ATC；而與東西線互相直通的東葉高速鐵道也決定跟進導入新的控制系統。該公司在經過分析後發現，若將當時仍在運轉的1000型電聯車安裝新的自動控制系統，該型車仍需在將來進行全面汰換，因此決定於2001年9月啟動新型車輛的引入計畫。2004年至2006年間，東葉高速鐵道陸續引進2000系電聯車，共計引進110輛；其中的10個編組（100輛）即為替代1000型的車輛。

## 規格與構造
本型車的先頭車車頭採用縱向的曲線，車廂的內裝則以翠綠的樹木和千葉縣的縣花油菜花為意象進行設計。地板使用象徵習志野土壤的淡棕色，座位旁的隔板則是用帶有木紋的楓樹製作而成。車體側面的窗戶上方與下方皆搭配著代表朝陽的紅色條紋、白晝的白色條紋以及夕陽的橙色條紋。而第2車及第9車則有設置放置輪椅的專用空間。